# Canistrum
Canistrum E.Morren  é um género botânico pertencente à família Bromeliaceae, subfamília Bromelioideae.
O nome do gênero é derivado do grego "kanistron", uma espécie de recipiente, cesto ou vasilha transportado na cabeça.
São plantas nativas do Brasil.

## Espécies
O gênero Canistrum possui 21 espécies reconhecidas atualmente.
- Canistrum alagoanum Leme & J.A.Siqueira
- Canistrum ambiguum (Wand. & Leme) Wand. & B.A.Moreira
- Canistrum aurantiacum E.Morren
- Canistrum auratum Leme
- Canistrum camacaense Martinelli & Leme
- Canistrum cyathiforme (Vell.) Mez
- Canistrum flavipetalum Wand.
- Canistrum fosterianum L.B.Sm.
- Canistrum fragrans (Linden) Mabb.
- Canistrum giganteum (Baker) L.B.Sm.
- Canistrum guzmanioides Leme
- Canistrum improcerum Leme & J.A.Siqueira
- Canistrum lanigerum H.E.Luther & Leme
- Canistrum montanum Leme
- Canistrum paulistanum (Leme) Wand. & S.E.Martins
- Canistrum perplexum L.B.Sm.
- Canistrum pickelii (Andrade-Lima & L.B.Sm.) Leme & J.A.Siqueira
- Canistrum sandrae Leme
- Canistrum seidelianum W.Weber
- Canistrum superbum (Lindm.) Mez
- Canistrum triangulare L.B.Sm. & Reitz